# ヤコブ・ベン・マキル・イブン・ティボン
ヤコブ・ベン・マキル・イブン・ティボン（Jacob Ben Machir ibn Tibbon、1236年頃 - 1304年頃）は、ユダヤ人の天文学者である。12世紀から13世紀にスペインとフランスで活動した学者・翻訳家・指導者の一族イブン・ティボン家の一人である。
マルセイユで生まれたと伝えられ、モンペリエで没した。Samuel ben Judah ibn Tibbonの孫で、プロバンス語名はDon Profiat Tibbon、ラテン語の書物ではProfatius Judæusと呼ばれる。
中世天文学の歴史において、重要な位置をしめ、ラテン語に訳されたイブン・ティボンの著作はコペルニクス、エラスムス・ラインホルト、クリストファー・クラヴィウスらによって引用されている。また ジャン・アストリュクの著書("Mémoires pour Servir à l'Histoire de la Faculté de Médecine de Montpellier" )によれば有名な医師でもあった。
ユークリッドの "Elements"を含む、多くのアラビア語の科学書、哲学書をヘブライ語に訳した他、2冊のイブン・ティボンの天文学に関する著書がある。天文機器四分儀について著述や1300年の3月1日から始まる天文表があり、これらはラテン語に訳され高い評価を得た。